# 가젤레크 아작시오
가젤레크 아작시오(Gazélec Football Club Olympique Ajaccio)는 프랑스 코르시카 섬 아작시오의 축구 클럽이었다. 2022-23 시즌에 프랑스 5부리그 샹피오나 나시오날 3에서 활동하다가 2023년 1월 30일 아작시오 지방법원에서 법인 해산 명령을 선고받았다.
한 때 축구 사기꾼인 카를루스 카이저가 소속되어 있기도 했다. 당연히 여기서도 경기를 뛰지 않았다.

## 성적
- 프랑스 아마추어 축구 선수권 대회 4회 우승 (1963, 1965, 1966, 1968)
- 샹피오나 드 프랑스 아마퇴르 2회 우승 (2003, 2008)

## 선수 명단

### 현역
- 달리보르 베셀리노비치(2018 ~ )